# Rożki (Sainte-Croix)
Pour les articles homonymes, voir Rożki.
Rożki est une localité polonaise de la gmina d'Obrazów, située dans le powiat de Sandomierz en voïvodie de Sainte-Croix.